# 嘉鲁达印尼航空
嘉魯達印尼航空（中國大陸、新加坡稱為印度尼西亞鷹航，又稱音譯為嘉魯達印尼航空公司）是印尼的國家航空公司。公司的印尼語名稱中「嘉魯達」三字，是來自印度教中的神鳥迦樓羅，這種鳥在南亞、印尼和許多東南亞國家的神話中都有被提及，公司標誌上正是這種鳥的形象。
嘉魯達印尼航空於2014年3月5日正式加入天合聯盟，成為聯盟第20個成員航空公司。嘉魯達亦於2014年被Skytrax評為「五星級航空公司」，成為全球第9間五星級航空公司。

## 歷史
印尼航空創始於印尼反荷蘭殖民主義者的印度尼西亞獨立戰爭即將勝利之際。當時革命軍以繳獲的道格拉斯DC-3向蘇門答臘亞齊特區運送軍火。「嘉魯達」這名稱於1949年採用，這名稱源於印尼詩人諾托·蘇洛托的荷蘭語詩句（意思為“我是迦樓羅，作為毗濕奴的鳥在群島上空展翅翱翔”），這一詩句於1949年被時任印尼總統蘇卡諾引用，從而將印尼航空公司命名為Garuda Indonesian Airways。
公司成立初期，曾經受到印尼的友邦緬甸之大力幫助，因此在1950年3月31日嘉魯達印尼航空與荷蘭皇家航空正式合資運作之後曾回贈緬甸政府一架道格拉斯DC-3。至1953年，公司發展已經初具規模，擁有46架飛機。1955年一些早年代的飛機退役，1956年印尼航空首航伊斯蘭教的聖城麥加。

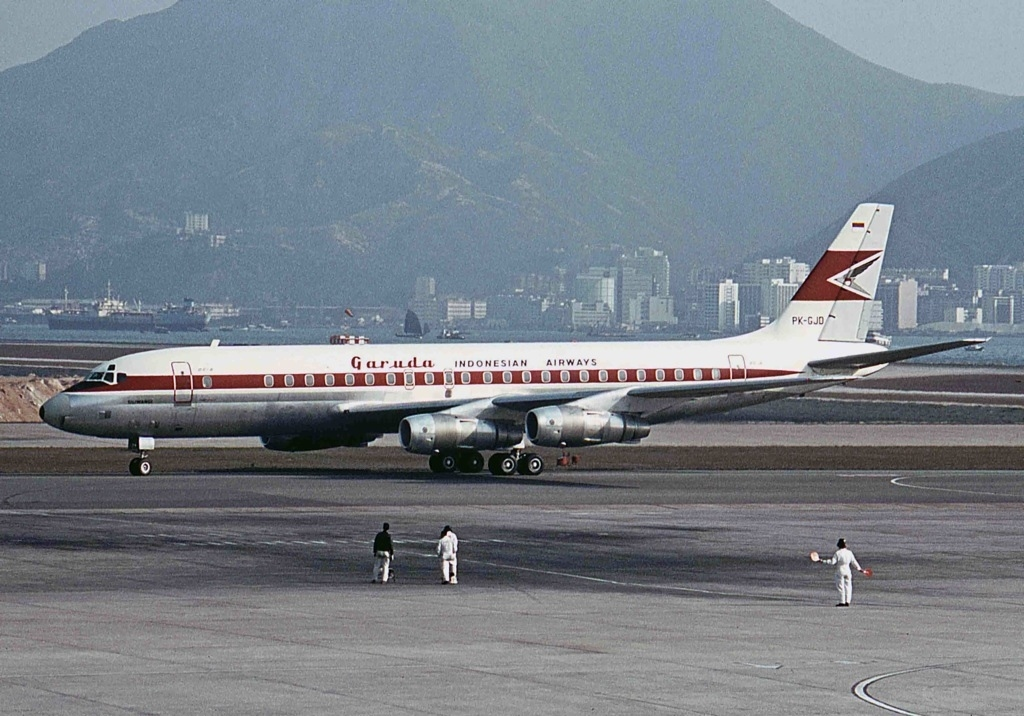
1967年嘉魯達印尼航空的道格拉斯DC-8在啟德機場

1960年是公司至今發展最迅速的一年，機隊引入8架康維爾240、8架康維爾340與3架康維爾440；1961年至65年，又增加3架康維爾990及3架洛歇L-188，開辦雅加達至香港啟德機場航班，而歐洲航線亦於1963年開辦，飛往阿姆斯特丹與法蘭克福。1965年又新增經開羅往巴黎及經孟買往羅馬兩條採用康維爾990執飛的歐洲航線，同年經金邊飛往中國廣州的航班開通。1965年嘉魯達印尼航空邁入噴射機年代，道格拉斯DC-8首航阿姆斯特丹，途中經停可倫坡、孟買、羅馬、布拉格。

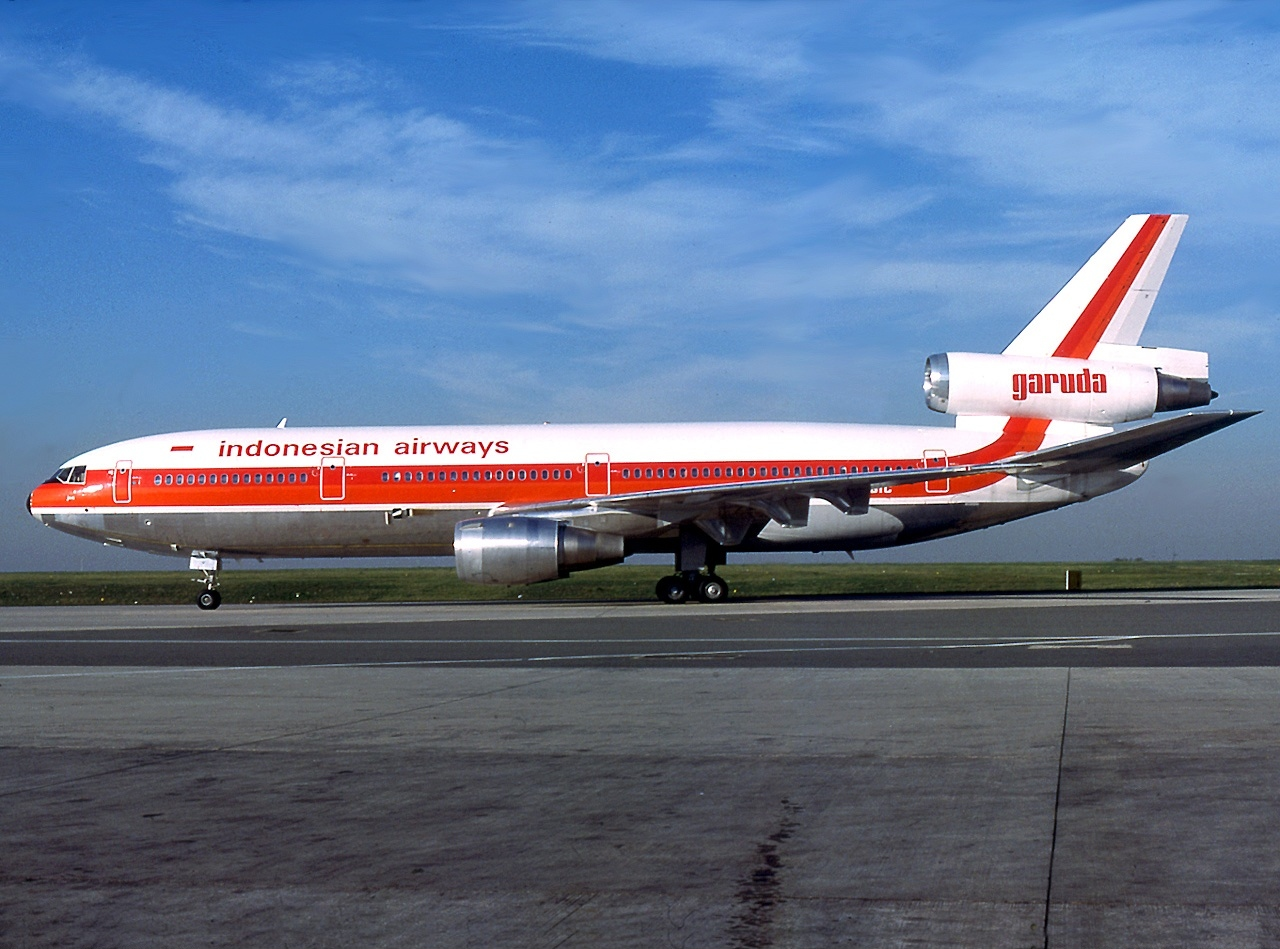
1977年嘉魯達印尼航空的麥道DC-10-30在巴黎夏爾·戴高樂機場

1970年代嘉魯達印尼航空引進道格拉斯DC-9與福克F28噴射機。嘉魯達一度曾擁有36架福克F28，成為世界上採用此型號客機最多的航空公司。1973年更引進麥道DC-10以服務長途航線。80年代起，嘉魯達逐漸引進空中巴士A300、波音737、波音747、麥道MD-11等多款新型客機。1985年，嘉魯達印尼航空更改其企業標誌，垂直尾翼圖案改為一隻鷹。

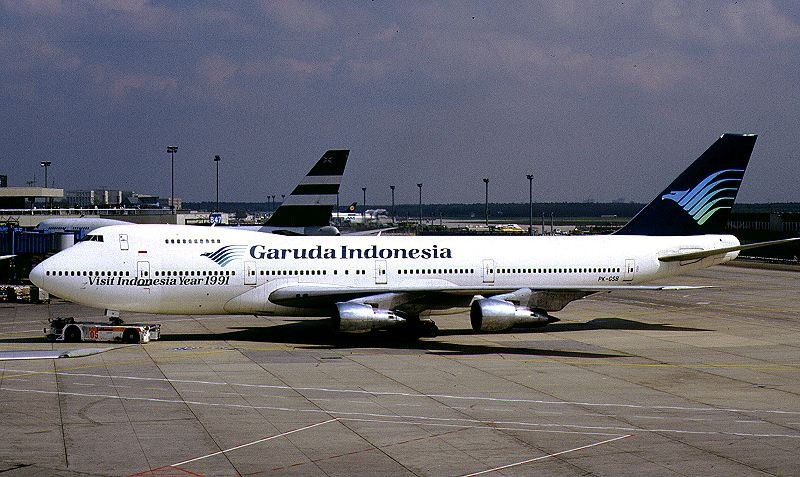
1990年嘉魯達印尼航空的波音747-200B在法蘭克福機場

1990年代，嘉魯達印尼航空接連遭受重創。1996年，865號班機在日本福岡墜毀，次年在印尼國內又發生棉蘭空難。1998年的亞洲金融風暴也嚴重衝擊了印尼和鹰航，並停飛了所有歐美各國的虧損嚴重航線。但是鑑於歷史傳統，不久恢復飛往荷蘭首都阿姆斯特丹。此後數年接踵而至的九一一襲擊事件、峇里島爆炸案、SARS事件、2004年印度洋大海嘯又令公司業績雪上加霜。當年印尼旅遊業一片蕭條，公司客源衰減，然而嘉魯達依然對年代中期經濟恢復充滿希望，並引入空中巴士A330。
2001年，嘉魯達印尼航空成立旗下一間低成本航空公司——連城航空，提供印尼國內城市穿梭航班。
位於棉蘭的新機場——瓜拉納穆國際機場當時預計於2010年之前落成，屆時嘉魯達印尼航空將開辦更多新航班往返巴黎、倫敦、法蘭克福。然而為了減低成本，嘉魯達印尼航空可能使用倫敦格域機場往返倫敦。2007年5月公司代表證實將重開飛往阿姆斯特丹的航班。 
2005年嘉魯達總共運載了8,679,443名乘客。 
2007年3月，鑑於年內印度尼西亚国内連續发生數宗民航客機空难，欧盟将全部印尼航空公司均列入其禁飞名单。印尼交通部也因此受到政治壓力，而將國內航空公司按其安全記錄分為三個檔次，最低檔及中下檔被勒令馬上整頓否則會被停飛，而嘉魯達被劃為中檔准許繼續營運但需計劃整頓，而印尼全國無一航空公司被劃為最高檔次。
2009年，嘉魯達印尼航空宣佈名為“Quantum Leap”的擴張計劃，同年再度更新企業形象並啟用新版機身塗裝。
2010年11月23日，嘉魯達印尼航空正式與天合聯盟簽署加盟協議書，並於2014年3月5日正式加入聯盟，成為聯盟第20個成員航空公司。

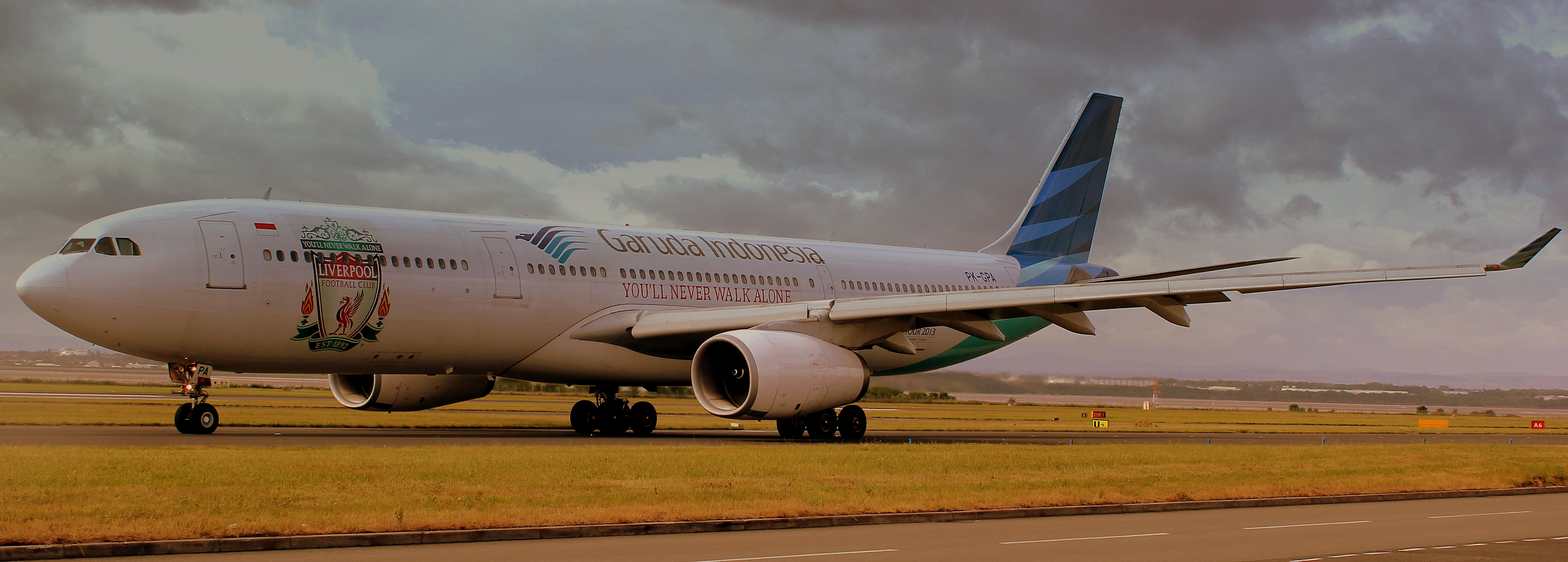
披上利物浦足球會塗裝的空中巴士A330-300

2012年7月，嘉魯達印尼航空與利物浦足球會簽約，成為該隊未來三年的官方航空公司，次年在一架編號為PK-GPA的空中巴士A330-300機身繪上利物浦隊徽及口號。
2014年10月12日，波音公司發表聲明指嘉魯達印尼航空決定斥資49億美元購買46架737 MAX 8客機，並將之前訂購的4架737-800客機也轉為這新型客機，以應付競爭日益激烈的亞洲航空客運市場。
2019年3月22日，受2019年波音737 MAX停飛事件影響，嘉魯達印尼航空宣佈取消全部剩餘49架737 MAX 8訂單。
2020年起，受到2019冠状病毒病疫情影响，嘉魯達印尼航空陷入财政危机。同一年，嘉魯達印尼航空關閉旗下支線航空公司「嘉魯達印尼探索航空」。
2021年2月，嘉魯達印尼航空再訂購4架空中巴士A330-800neo客機，成為全球唯一同時有訂購所有A330neo型號的航空公司。
2022年9月，因自2020年以來連續三年嚴重虧損，嘉鲁达印尼航空根据美国破产法第十五章正式申请破产保护。

## 航點
嘉魯達印尼航空現時共有96個航點，72個為印尼國內城市及24個共14個國家的國際城市。國際航點包括東亞與東南亞多國的主要城市、澳洲、新西蘭和中東。
嘉魯達印尼航空亦設有24小時客戶服務中心為印尼境內所有乘客服務。嘉魯達亦於2004年起在全部國內航班以及雅加達飛往新加坡航班推出電子機票，令旅客能在旅行時免除機票丟失或被盜的風險，該系統也推動訂票自動化。

### 代碼共享
嘉魯達印尼航空與以下航空公司簽訂代碼共享協議：
天合聯盟成員
- 俄羅斯航空
- 墨西哥國際航空
- 歐羅巴航空
- 法國航空
- 中華航空
- 中國東方航空
- 達美航空
- 肯雅航空
- 荷蘭皇家航空
- 大韓航空
- 沙特阿拉伯航空
- 越南航空
- 廈門航空

其他航空公司
- 全日空（星空聯盟）
- 曼谷航空
- 中國南方航空
- 阿提哈德航空
- 香港航空
- 日本航空（寰宇一家）
- 馬來西亞航空（寰宇一家）
- 緬甸國際航空
- 阿曼航空
- 菲律賓航空
- 汶萊皇家航空
- 勝安航空
- 新加坡航空（星空聯盟）
- 翎亞航空
- 土耳其航空（星空聯盟）

### 航班编号
嘉魯達印尼航空的航班编号具体如下：
- GA010-099：印尼国内
- GA100-699：印尼国内跨省航班
- GA677：台北至雅加达（与中華航空代码共享）
- GA678：雅加达至台北（与中華航空代码共享）
- GA687：台北至丹帕沙（与中華航空代码共享）
- GA688：丹帕沙至台北（与中華航空代码共享）
- GA700-799：雅加达至澳大利亚及新西兰各城市航班（往新西兰的航班已于2006年停飞）
- GA800-899：往各亚洲国家的国际航班（不包括西亚国家）
- GA900-999：往各欧洲及西亚国家的国际航班

## 機隊

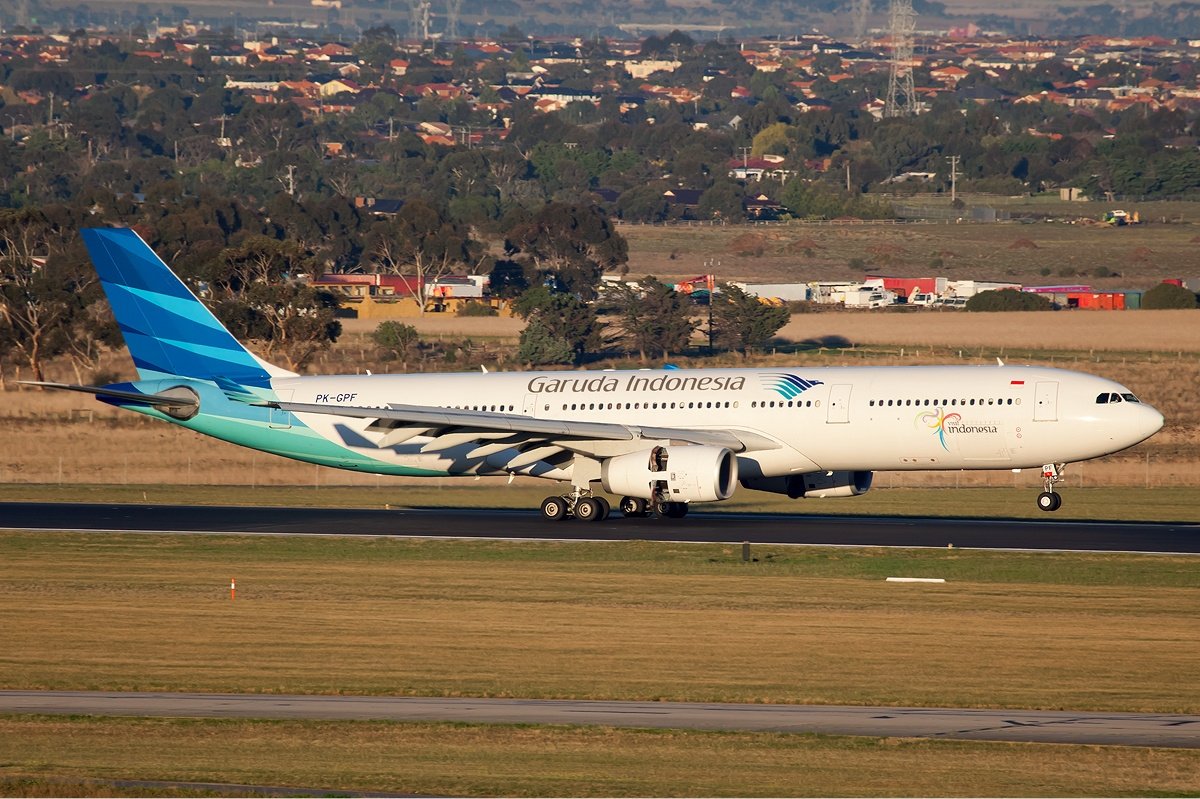
空中巴士A330-300

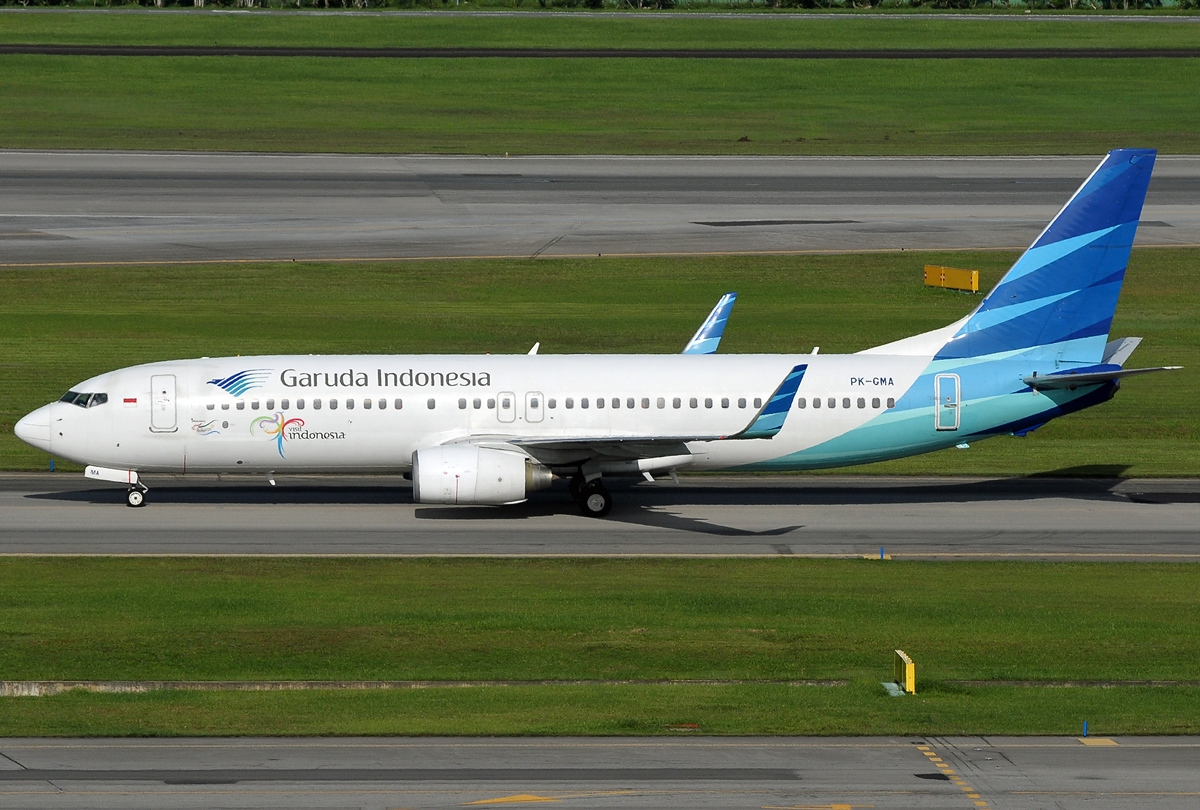
波音737-800

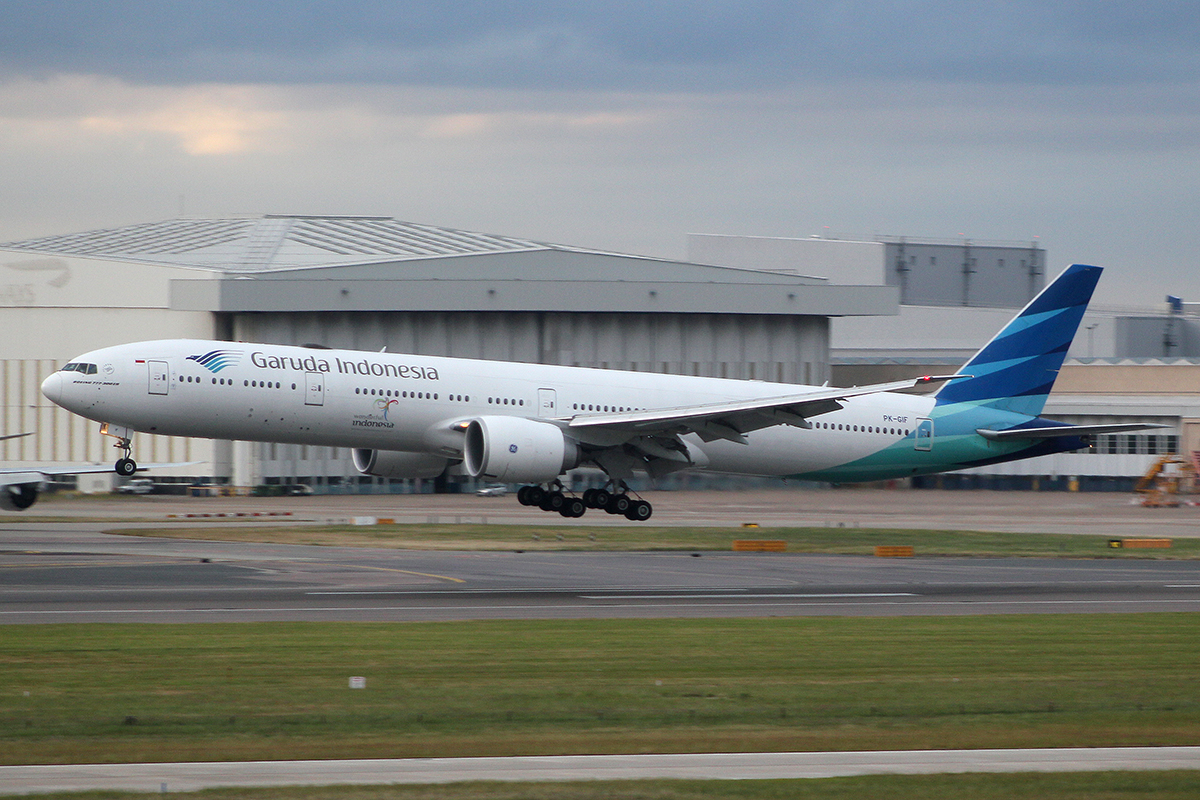
波音777-300ER

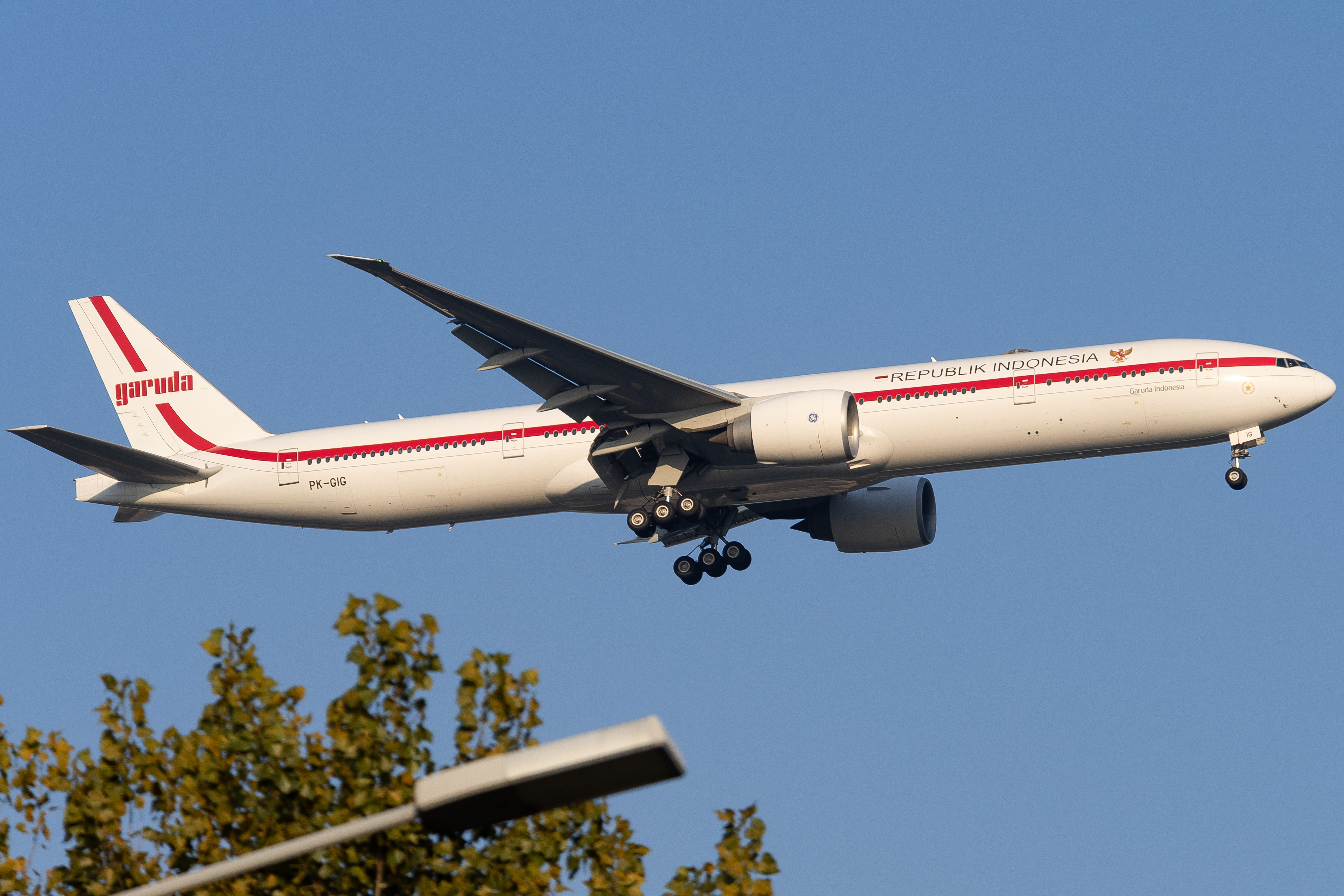
执行印尼政府专机任务的波音777-300ER（编号PK-GIG）

### 現役機隊
截至2022年8月，平均機齡約10.7年，嘉魯達印尼航空的機隊如下：

### 已退役機型

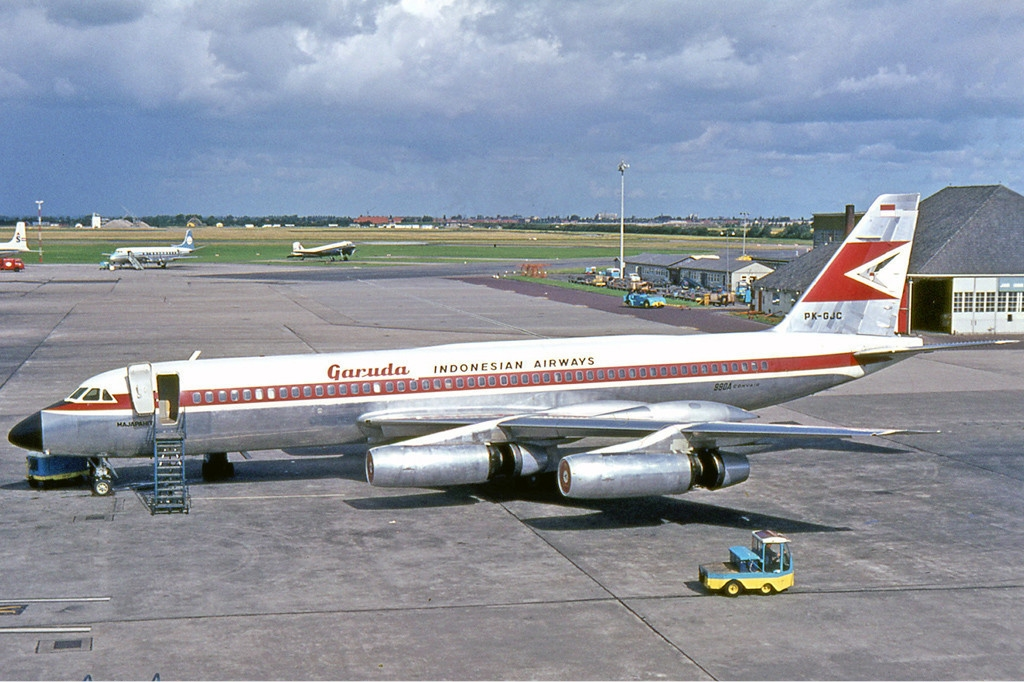
已退役的康維爾990

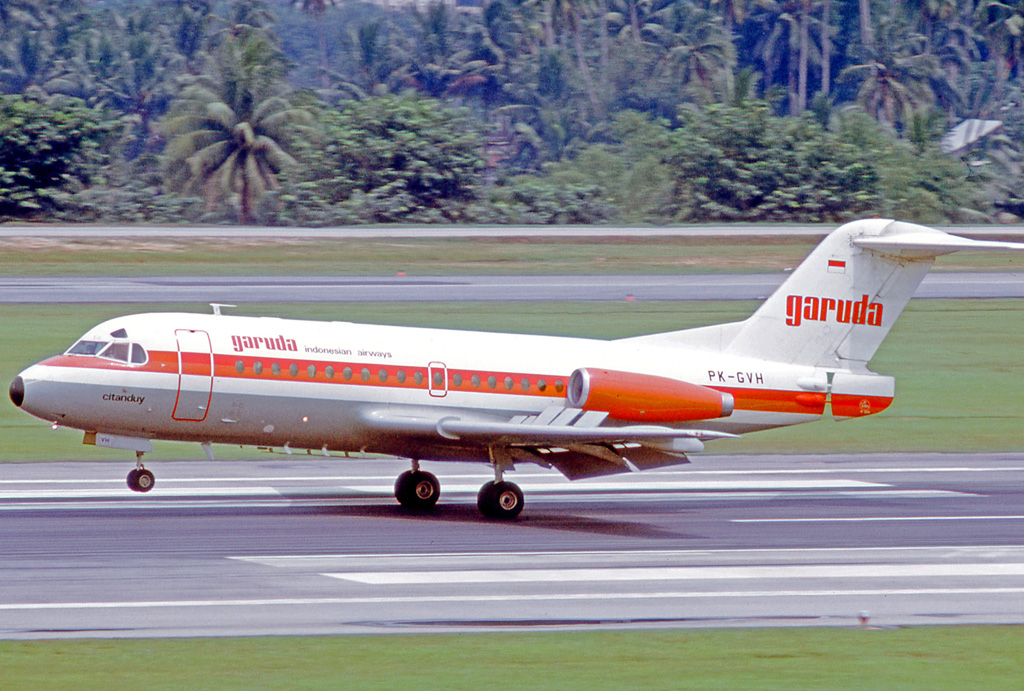
已退役的福克F28

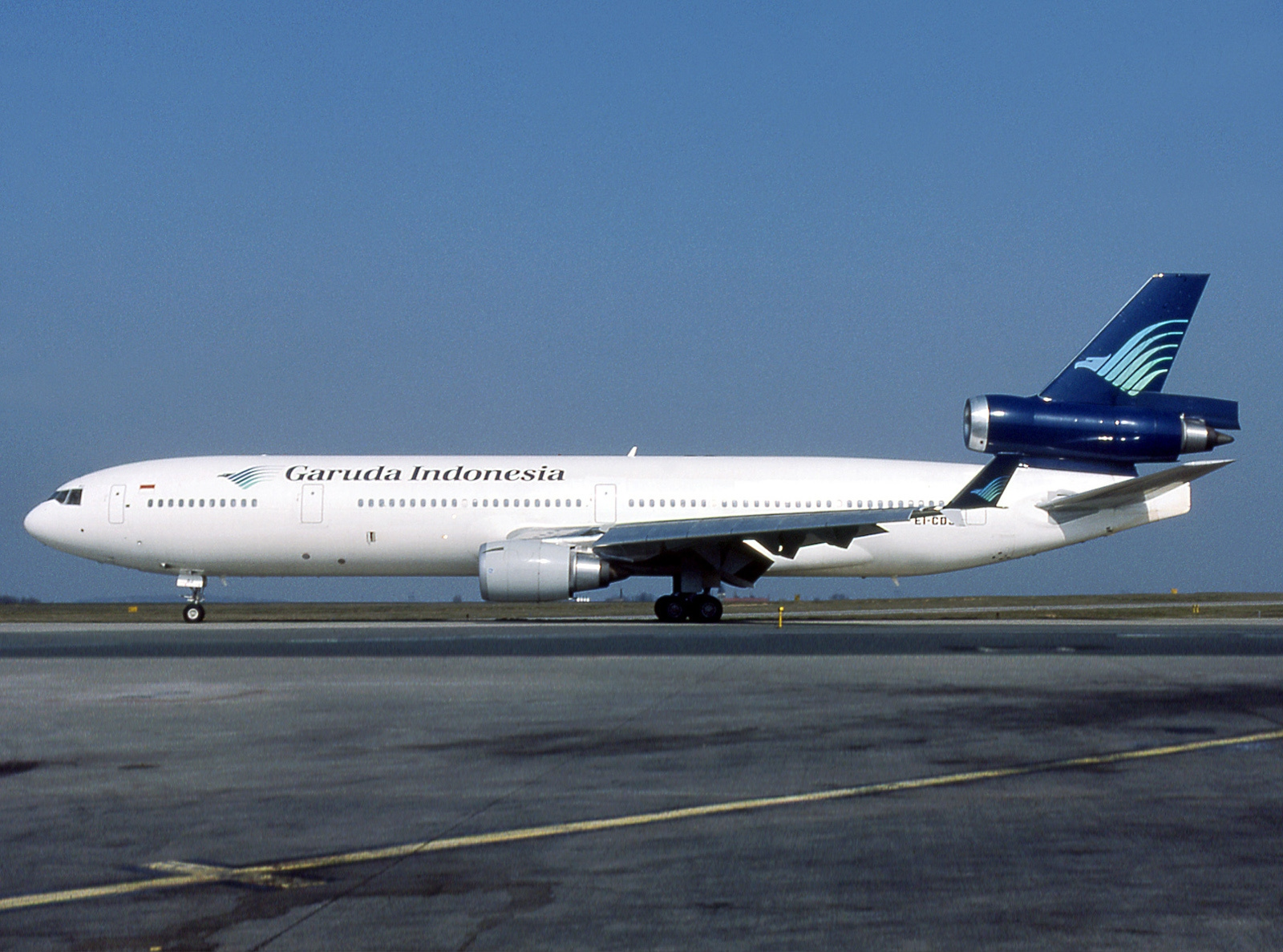
已退役的麥道MD-11

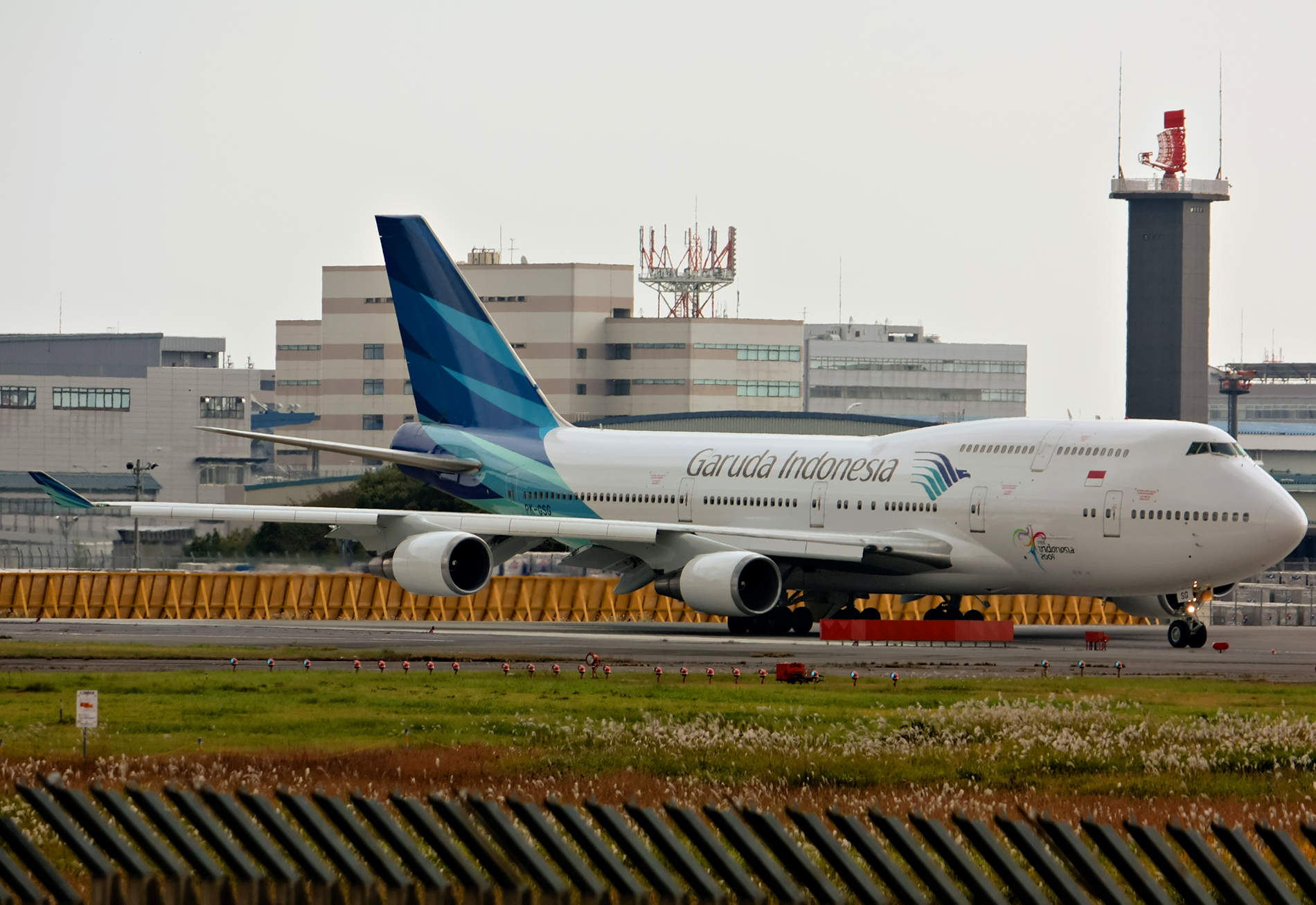
已退役的波音747-400

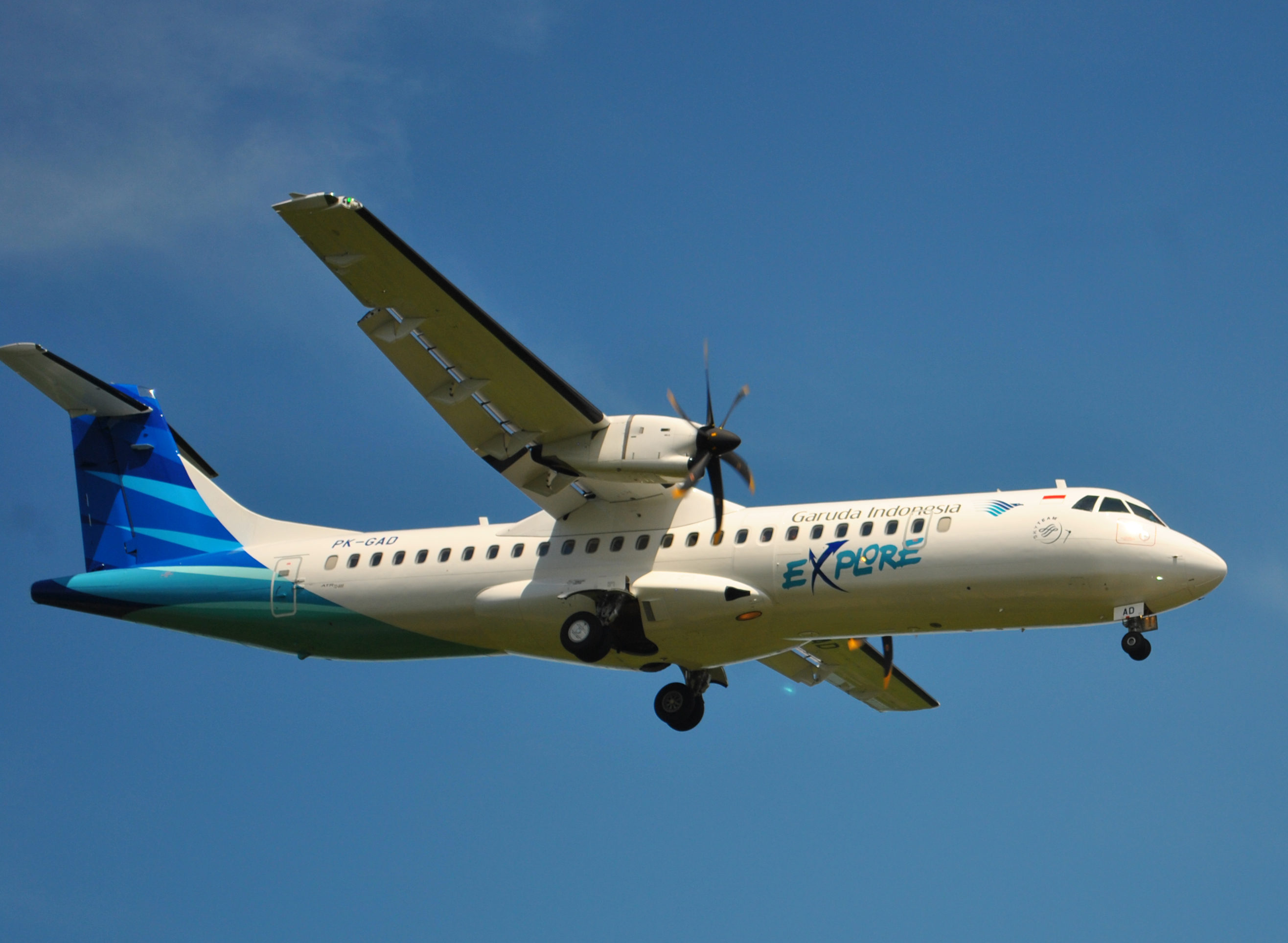
已退役的ATR 72-600

## 事故與意外
自從1950年，該航空公司經歷15宗空難事故與1宗劫機事件。
- 1996年6月13日，從雅加達飛往日本福岡的嘉魯達印尼航空865號班機起飛時衝出跑道，三號引擎起火爆炸，導致3名乘客遇難，其他272名乘客及機組人員無恙。
- 1997年9月26日，從雅加達飛往棉蘭的152號班機，在機場外30公里的山上由於偏離航線導致墜毀，全機234人罹難。
- 2002年1月16日，從馬塔蘭飛往日惹的421號班機，因當時氣象雷達技術不佳導致班機誤入惡劣暴風雨內，造成雙發引擎失效，加上電池維護問題無法重新啟動引擎，最後在河道上迫降時墜毁，造成1人罹難。
- 2007年3月7日，從雅加達飛往日惹的200號班機，在降落時衝出跑道並爆炸，導致21名乘客遇難，包括5名来自澳大利亞的新聞工作者。
- 2020年7月1日，610號班機在降落時衝出跑道，所幸無人受傷。

## 外部連結
- 官方网站 （印尼文）（英文）（简体中文）（繁體中文）（日語）（泰文）（荷兰文）（阿拉伯文）
- 嘉鲁达印尼航空的Facebook專頁
- 嘉鲁达印尼航空的X（前Twitter）
- 嘉鲁达印尼航空的Instagram帳戶
- YouTube上的嘉鲁达印尼航空頻道
- 嘉鲁达印尼航空的新浪微博
- Garuda Indonesia機隊資料（页面存档备份，存于）
- Garuda Indonesia Passenger Opinions（页面存档备份，存于）